# ¡Hola!
¡Hola!, (span., für Hallo!) ist eine spanische Zeitschrift, die wöchentlich erscheint. Das 1944 von Antonio Sánchez Gómez in Barcelona gegründete Magazin ist auf Nachrichten über Prominente spezialisiert.
¡Hola! hatte 2002 exklusive Bilder von Claudia Schiffers Hochzeit mit Matthew Vaughn; der Preis dafür war 700.000 Euro. Für 400.000 Euro kaufte das Magazin exklusive Bilder von Ronaldos Hochzeit mit Daniella Ciccarelli.
¡Hola! erscheint in 26 nationalen Druckversionen, sechs Online-Ausgaben und wird in über 90 Ländern vertrieben. Das englische Pendant dazu ist das Magazin Hello! (ACE International Magazine of the Year).